# Motocross Championship
Motocross Championship est un jeu vidéo de course sorti en 1994 sur 32X. Le jeu a été développé par Artech Studios et édité par Sega.